# Зборів (гміна)
Гміна Зборів  (пол. Gmina Zborów) — колишня сільська гміна у Зборівському повіті Тернопільського воєводства Другої Речі Посполитої. Адміністративним центром гміни було місто Зборів, проте воно не входило до складу гміни і утворювало окрему міську гміну.
Гміна утворена 1 серпня 1934 року на підставі нового закону про самоуправління (23 березня 1933 року).
Площа гміни — 173,54 км².
Кількість житлових будинків — 3076.
Кількість мешканців — 15940.
Гміну створено на основі попередніх гмін: Цецівка, Ярчівці, Озерянка, Кабарівці, Коршилів, Кудобинці, Кудинівці, Красна, Метенів, Млинівці, Плісняни, Підгайчики, Присівці, Славна, Травотолоки, Тустоголови, Вірлів, Заруддя .